# 达姆施塔特俄国小堂

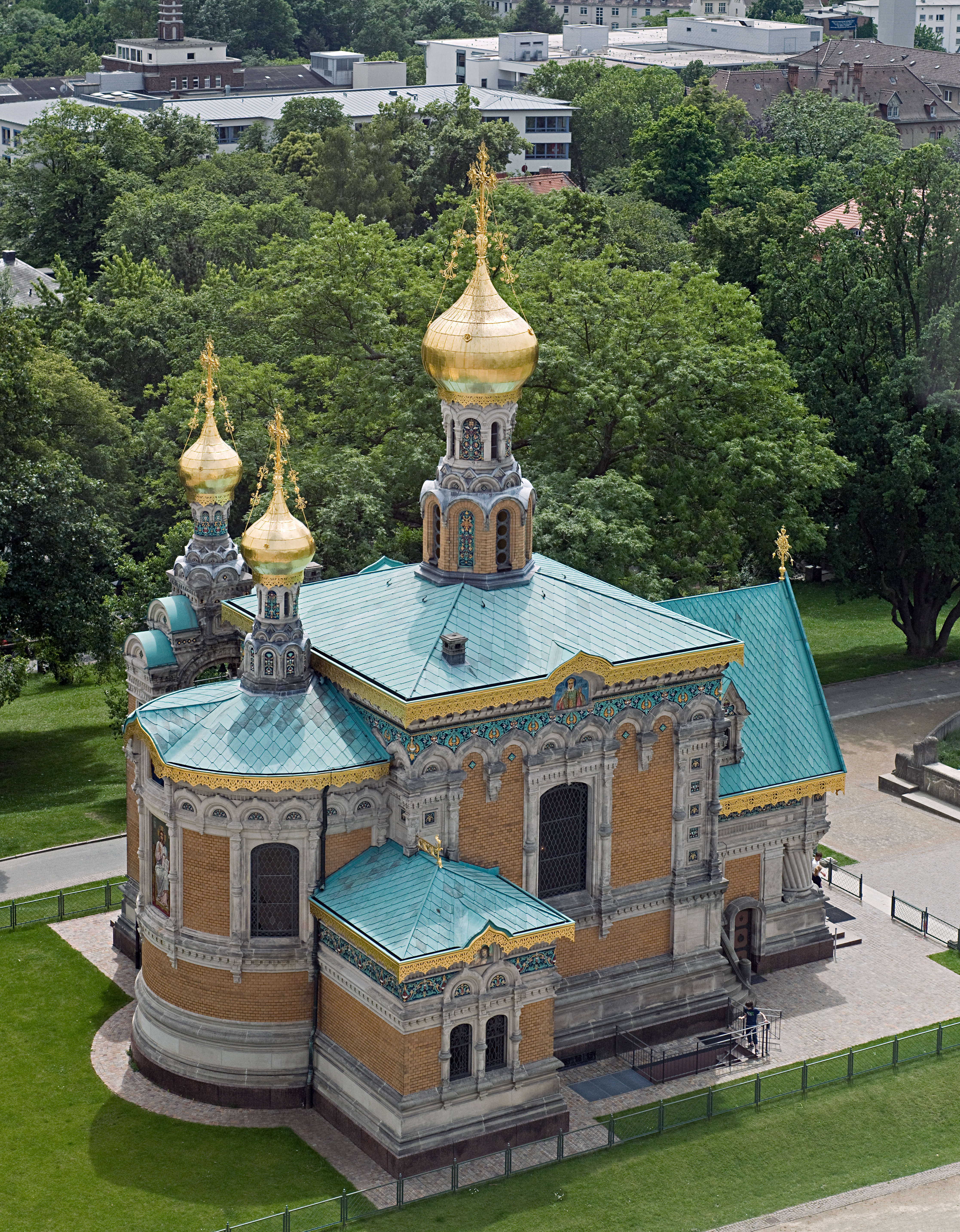

达姆施塔特俄国小堂（英语：Russian Chapel in Darmstadt）正式名称抹大拉的玛丽亚小堂，是一座俄罗斯正教会私人小堂、历史建筑，位于德国达姆施塔特。
这座俄罗斯复兴风格的教堂带金色洋葱头穹顶，由建筑师列昂贝努瓦建于1897年至1899年间。它是俄罗斯末代沙皇尼古拉二世的私人小堂。他的全家会定期拜访皇后亚历山德拉的家乡达姆施塔特，和皇后的家人，在此期间就使用该堂。该堂是以沙皇尼古拉母亲的主保圣人命名。它是用俄罗斯石材建造的，甚至土壤也是用火车从俄国运来达姆施塔特。
尽管西欧和中欧各地区有许多历史悠久的东正教教堂，但这是唯一一所尼古拉二世在俄国以外曾经进入并参加仪式的教堂。 

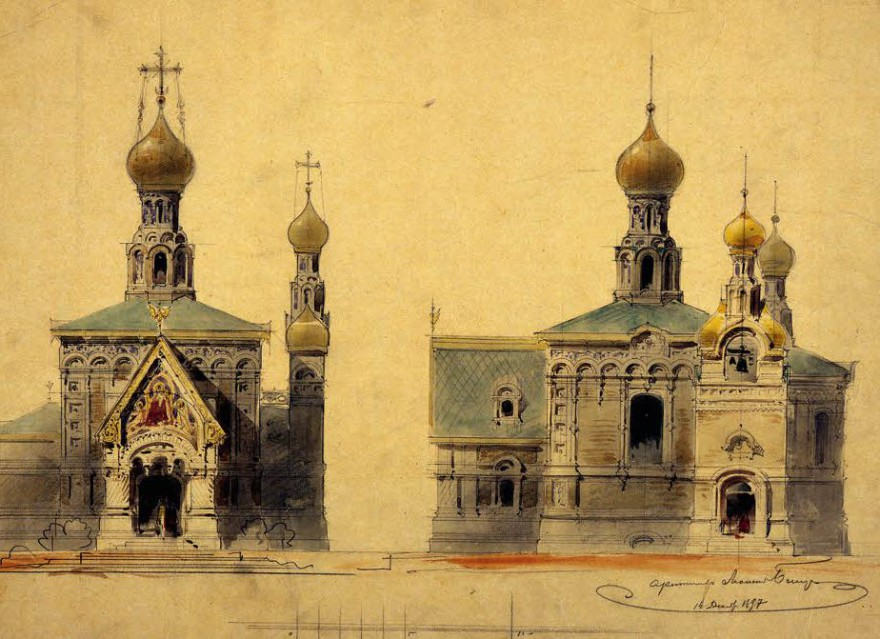